# Stojan Požar
Stojan Požar, slovenski politik in literat, predsednik skupščine občine Maribor, *27. julij 1926, Maribor, † 2011. 

### Življenjepis
Rodil se je v Mariboru. V Mariboru je obiskoval osnovno šolo in štiri razrede realne gimnazije, dokler ni bil leta 1941 z družino izseljen v Trst. Po vrnitvi v Maribor je leta 1945 opravil tečaj za učitelja. Poučeval je v Prekmurju, na Vrhniki in na Notranjskem. Leta 1950 je vpisal študij zgodovine na višji pedagoški šoli. 

### Družbeno delovanje
Po končanem študiju je najprej deloval kot prosvetni delavec v občini Maribor Tabor, nato pa kot politični delavec na okrajnem komiteju ZKS. Po razpustitvi okrajev je od leta 1965 do 1967 delal kot strokovni sodelavec na CK ZKS v Ljubljani. Leta 1967 je bil imenovan za podpredsednika za prosveto in kulturo na občini Maribor. Leta 1972 postal predsednik skupščine občine Maribor. Dolžnost je opravljal do leta 1974, ko je zaradi zdravstvenih težav odstopil. 
Leta 1965 je postal član uredniškega odbora revije Dialogi. Bil je direktor Radia Maribor. 

## Nagrade in priznanja
Leta 1987 je za svoje zasluge prejel Listino mesta Maribor. 